# Андижан-Махалла
Андижан-Махалла (кирг. Анжиян-Махалла) — село в Кара-Сууском районе Ошской области Кыргызстана. Входит в состав Кашгар-Кыштакского айылного аймака.

## География
Село расположено в северо-западной части области, на берегу арыка Янги, вблизи государственной границы с Узбекистаном, на расстоянии приблизительно 10 километров (по прямой) к юго-западу от города Кара-Суу, административного центра района. Абсолютная высота — 841 метр над уровнем моря.

## Население
Согласно оценочным данным Национального статистического комитета Кыргызской Республики, численность населения села на начало 2023 года составляла 548 человек.
| год     | 2009 | 2014 | 2015 | 2020 | 2021 | 2023 |
| ------- | ---- | ---- | ---- | ---- | ---- | ---- |
| человек | 408  | 657  | 665  | 633  | 641  | 548  |